# Voyage à Tulum

Voyage à Tulum est projet de film non abouti du réalisateur italien Federico Fellini. Publié en 1986 dans le quotidien Il Corriere della Sera avec des illustrations de Milo Manara, il est adapté en bande dessinée trois ans plus tard par les deux hommes.

## Synopsis
Le film aurait dû raconter le voyage  entrepris par Fellini au Mexique à la  rencontre des sorciers yaquis, de tradition toltèque, avec  l’anthropologue Carlos Castaneda comme guide, mais rien ne se passe comme prévu. Castaneda ne se présente pas au rendez-vous fixé par le producteur. Fellini y rencontre entre autres Alejandro Jodorowsky et Jean Giraud alias Moebius.
C’est cette aventure  très mystérieuse, à la frontière du paranormal, que narre  avec humour la bande dessinée de Manara.  Fellini y est remplacé par Snaporaz, son alter ego à l’effigie de Marcello Mastroianni.  À ce récit, le cinéaste ajoute une sorte de prologue à Cinecittà avec des personnages complètement étrangers à l’histoire initiale et qui font quand même le voyage avec lui.
L'ouvrage comporte également deux récits complets de Manara évoquant l'univers de Fellini, des dessins ainsi que des propos des deux auteurs.

## Publications

### Périodiques
- (it) Viaggio a Tulum, dans Corto Maltese, 1989.
  - (fr) Voyage à Tulum, dans Corto Maltese no 22, nov. 1989. Prépublication interrompue par l'arrêt de la revue après ce numéro.

### Albums
- (it) Viaggio a Tulum, da un soggetto di Federico Fellini, per un film da fare (couleurs de Cettina Novelli et préface de Vincenzo Mollica (it)), Rizzoli, 1990, 113 planches.
  - (fr) Voyage à Tulum sur un projet de Federico Fellini pour un film en devenir, Casterman, 1990  (ISBN 2-203-33902-0).

### Documentation
- Milo Manara (int. par Numa Sadoul), « L'Embarquement pour Tulum », Les Cahiers de la BD, no 88,‎ mars 1990, p. 26-35.
- (it) Antonio Tripodi et Marco Dalla Gassa, Approdo a Tulum : le Neverland a fumetti di Fellini e Manara [lieu=Venise, LT2, 2010 (ISBN 9788888028484).